# Beachvolley vid medelhavsspelen
Beachvolley vid medelhavsspelen spelades första gången vid medelhavsspelen 2005 och har varit med på tävlingens program sedan dess förutom vid medelhavsspelen 2022.

## Damer

### Resultat per upplaga
| År                   | Plats              | Guld                                    | Silver                                   | Brons                              |
| -------------------- | ------------------ | --------------------------------------- | ---------------------------------------- | ---------------------------------- |
| 2005 Mer information | Almería, Spanien   | Morgane Faure / Virginie Sarpaux        | Cati Pol Martí / Julia Mandaña Codina    | Gaia Cicola / Margherita Reniero   |
| 2009 Mer information | Pescara, Italien   | Cristina Hopf Aguilar / Alejandra Simón | Greta Cicolari / Lucia Bacchi            | Morgane Faure / Mathilde Giordano  |
| 2013 Mer information | Mersin, Turkiet    | Greta Cicolari / Marta Menegatti        | Vasiliki Arvaniti / Panagiota Karagkouni | Daniela Gioria / Laura Giombini    |
| 2018 Mer information | Tarragona, Spanien | María Carro / Paula Soria               | Aline Chamereau / Alexandra Jupiter      | Amaranta Fernández / Ángela Lobato |

## Medaljliga
| Nr                  | Nation              | Guld | Silver | Brons | Totalt |
| ------------------- | ------------------- | ---- | ------ | ----- | ------ |
| 1                   | Spanien (ESP)       | 2    | 1      | 1     | 4      |
| 2                   | Italien (ITA)       | 1    | 1      | 2     | 4      |
| 3                   | Frankrike (FRA)     | 1    | 1      | 1     | 3      |
| 4                   | Grekland (GRE)      | 0    | 1      | 0     | 1      |
| Totalt (4 nationer) | Totalt (4 nationer) | 4    | 4      | 4     | 12     |

## Herrar

### Resultat per upplaga
| År                   | Plats              | Guld                             | Silver                                  | Brons                                        |
| -------------------- | ------------------ | -------------------------------- | --------------------------------------- | -------------------------------------------- |
| 2005 Mer information | Almería, Spanien   | Riccardo Lione / Matteo Varnier  | Alex Ortiz Vargas / Raul Aro Perez      | Jésus Manuel Ruiz Nunez / Agusta Correa Hdez |
| 2009 Mer information | Pescara, Italien   | Manuel Carrasco / Jesús Ruiz     | José Manuel Ariza / Miguel Ángel de Amo | Matteo Ingrosso / Paolo Ingrosso             |
| 2013 Mer information | Mersin, Turkiet    | Murat Giginoglu / Selcuk Sekerci | Adrián Gavira / Pablo Herrera           | Yannick Salvetti / Jean-Baptiste Daguerre    |
| 2018 Mer information | Tarragona, Spanien | Murat Giginoğlu / Volkan Göğtepe | Marco Caminati / Enrico Rossi           | Hasan Hüseyin Mermer / Sefa Urlu             |

## Medaljliga
| Nr                  | Nation              | Guld | Silver | Brons | Totalt |
| ------------------- | ------------------- | ---- | ------ | ----- | ------ |
| 1                   | Turkiet (TUR)       | 2    | 0      | 1     | 3      |
| 2                   | Spanien (ESP)       | 1    | 3      | 1     | 5      |
| 3                   | Italien (ITA)       | 1    | 1      | 1     | 3      |
| 4                   | Frankrike (FRA)     | 0    | 0      | 1     | 1      |
| Totalt (4 nationer) | Totalt (4 nationer) | 4    | 4      | 4     | 12     |